# Хайран
Хайран (Хейран/Джейран/Джайран; исп. Jayrán al-Amiri или исп. Jairán) — второй правитель тайфы Альмерии, принадлежал к сакалиба. Правил в Альмерии с 1014 по 1028 год.

## Биография

### На службе Кордовского халифата
Время рождения не известно. Мишин Д. Е. на основании известий Ибн ал-Хатиба предполагал, что Хайран был привезен в Кордову юношей и начал службу Омейядам. Его служба шла хорошо и уже при ал-Музаффаре он входил в число двадцати шести великих фата. Ал-Маккари писал, что при ал-Мансуре Хайран был правителем Альмерии, Мишин предполагал, что это произошло лишь в 1014 году.
Он участвовал во многих военных кампаниях. Во время войны 1009 года Хайран поддерживал Сулеймана. После взятия Кордовы Хайран и Анбар (другой вождь сакалиба) перешли на сторону Мухаммада II. Но сакалиба были недовольны тем, что в государстве Мухаммада II они занимали второстепенные по сравнению с берберами посты. Они решили вернуть на трон Хишама II. Был составлен заговор, к которому примкнул Видах. В конце июля 1010 года заговорщики подняли восстание в Кордове, пленили Мухаммада II и устроив быстрый суд казнили того. Хишам II вновь стал халифом, его хаджибом стал Видах, сакалиба (и в том числе Хайран) заняли важные посты в его окружении. Но берберские войска получив посланную им, по приказу Видаха, голову Мухаммада II, считая своим правителем Сулеймана, не признали Хишама II и начали осаду Кордовы. Пытаясь во время осады бежать из Кордовы Видах был убит по приказу Хишама II. В 1013 году берберы захватили Кордову, Хишам II вновь отрекся от трона.

### Правитель Альмерии
Сакалиба, желавшие продолжать борьбу ушли на восток Аль-Андалуса. Их предводителем был Хайран, назначенный по словам Ибн ал-Хатиба старшим над сакалиба. К ним также примкнул Али ибн Хаммуд (возводивший свой род к Али). Во время отступления сакалиба настигла погоня. В результате боя Хайран был тяжело ранен и оставлен на земле. Спас его путник, подобравший и тайно вылечивший. Выздоровев, Хайдар присоединился к сакалиба. Летом 1013 года он занял Ориуэлу, Тудмир. Укрепившись в этих землях Хайдар смог разбить отправленный Сулейманом против Ориуэлы отряд под командованием Мусы Ибн Марвана Ибн Худайра. Берберы были разбиты, Муса Ибн Марван попал в плен, а Хайдам расширил свою власть на Мурсию.
Другой предводитель сакалиба, Афтах, владел Альмерией. Первоначально Афтах делил власть с Ибн Хамидом которого изгнал из города во время междоусобицы. Ибн Хамид бежал в Ориуэлу где обратился за помощью к Хайрану. В июле 1014 года в ходе упорного штурма Альмерия и её крепость были захвачены. Афтах и два его сына были убиты, а их трупы брошены в море. Хайран сделал город своей столицей.
Вскоре Али ибн Хаммуд, правитель Сеуты и Танжера выдвинул свои претензии на кордовский трон. Он объявил, что располагает письмом от Хишама. По словам Али, Хишам просил его помочь вновь обрести престол или отомстить за него Сулейману, в награду за что назначал своим наследником. Али при помощи писем обратился за поддержкой к главам сакалиба. Хайран пригласил Али ибн Хаммуда к себе. Летом 1016 года гренадские берберы и сакалиба взяли Кордову. Хишама не обнаружили, но нашли труп в котором опознали останки этого халифа. Али как единственный кандидат был провозглашен халифом, после чего началось ухудшение отношений между союзниками. Мишин предполагает: Хайран считал, 

что Али использовал его, чтобы прийти к власти, и в любой момент может попытаться от него избавиться. Отношения между союзниками становились все напряженнее. Али даже собирался организовать покушение на Хайрана [248, т. 8, с. 99; 261, с. 121—122], но тот успел бежать. Али послал за ним погоню, однако Хайрану с помощью сторонников — особенно Зухайра [151, с. 130] — удалось укрыться в своих владениях.— Мишин Д. Е. Сакалиба (славяне) в Исламском мире в раннее средневековье
После возвращения в Альмерию Хайран на время решил отказаться от идеи возрождения государства Омейядов. Но потом нашел кандидата на этот трон. Им стал провозглашенный халифом Абд ар-Рахман IV, правнук халифа Абд ар-Рахмана III. Во время подготовки к походу на Кордову Хайран узнал о том что в марте 1018 года Али был убит своими рабами евнухами-сакалиба. Халифом в Кордове был провозглашен брат Али — Касим ибн Хаммуд.
Хайран с халифом Абд ар-Рахманом IV и примкнувшим к ним Мунзиром Ибн Йахйа ат-Туджиби, Сулайманом Ибн Худмом и каталонцами направился к Кордове. Абд ар-Рахман IV не довольный тем, что его хотят сделать марионеткой, попытался освободиться от опеки Хайрана, оперевшись на правителя Валенсии Мубарака. Решив избавиться от слишком независимого претендента на трон, Хайран и Мунзир втянули Абд ар-Рахмана IV в войну с гранадскими берберами. Подойдя к Гранаде потребовали у правителя города Зави Зирида признать власть нового халифа, а затем покинули во время решающего сражения. Абд ар-Рахман IV проиграв бежал в Гуадису где был убит по приказу Хайрана.
Мишин пишет, что халиф Касим ибн Хаммуд, проводил иную, чем его брат политику по отношению к укрепившимся на востоке Андалусии правителям. В отличие от Али, он стремился замириться с ними, пусть даже ценой территориальных уступок. Касим предложил Хайрану встретиться в Кордове, где, по мнению Э. Леви-Провансаля, подтвердил его владения и между ними был заключен мир.
Летом 1021 года Хайран предлагал свои услуги Йахье ибн Али против Касима, но тот отказался. В 1026 году после убийства в Кордове Мухаммада III в городе долго время не было правителя. Хайран вместе с правителем Дении Абу-л-Джайшем Муджахидом совершил поход и занял город. Но так как они в течение месяца не смогли договориться о кандидатуре халифа, они рассорились. 12 июня 1026 года Хайран покинул Кордову, а потом это сделал Муджахид.

### Держава

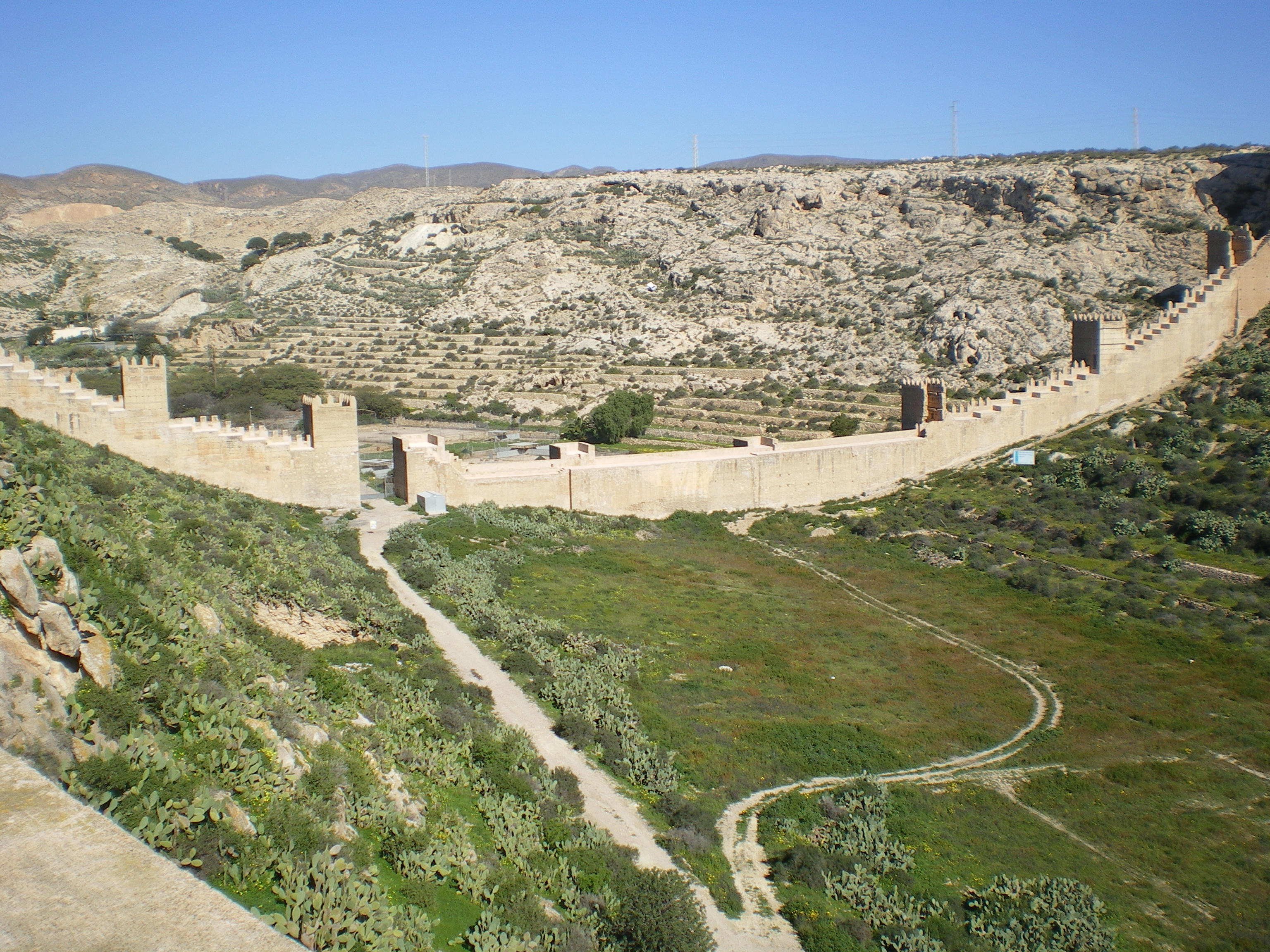
Стена Хайрана

Во время Хайрана в Альмерии активно шло строительство, возводились укрепления (стены Хайрана), было налажено водоснабжение. Вырос приток переселенцев в город, и скоро численность населения увеличилась вдвое.
К концу правления Хайран стал правителем большой державы. Кроме Ориуэлы, Тудмира, Мурсии, Альмерии им был присоединён Хаэн в 1018/1019 году.
Перед смертью Хайран назначил своим преемником Зухайра, также принадлежащего к сакалиба и бывшего при Хайране наместником Мурсии.
1 июля 1028 года Хайран умер.